# ناوشکن کلاس هاروکاز
دیسترویر کلاس هاروکاز (به انگلیسی: Harukaze-class destroyer) یک کلاس از کشتی است که طول آن 106.0 m می‌باشد.